# Kleine koornaarvis
De kleine koornaarvis (Atherina boyeri) is een straalvinnige vis uit de familie van koornaarvissen (Atherinidae), orde koornaarvisachtigen (Atheriniformes), die voorkomt in de Atlantische Oceaan en de Middellandse Zee.

## Beschrijving
De kleine koornaarvis kan een maximale lengte bereiken van 20 centimeter. Het lichaam van de vis heeft een langgerekte vorm.
De vis heeft twee rugvinnen en één aarsvin. De eerste rugvin heeft 7-9 stekels, de tweede rugvin heeft twee stekels en 8 tot 16 vinstralen, de aarsvin heeft twee stekels en 10 tot 18 vinstralen.

## Leefwijze
De kleine koornaarvis komt zowel in zoet, zout als brak water voor en is gebonden aan gematigde kustwateren en meren. De diepte waarop de soort voorkomt is maximaal 1 meter.
De kleine koornaarvis komt sinds de jaren 1960 voor langs de kust van de Lage Landen, vooral in het Veerse Meer en de Grevelingen. De soort wordt vaak verward met de grote koornaarvis.
Het dieet van de vis bestaat hoofdzakelijk uit dierlijk voedsel. Hij eet macrofauna en vislarven.